# Aldenrade
Aldenrade ist ein rechtsrheinischer Stadtteil von Duisburg. Er liegt im Norden der Stadt und gehört zum Stadtbezirk Walsum. Gegenwärtig hat er 13.896 Einwohner (Stand: 31. Dezember 2023).

## Geografie und Verkehr
Der Stadtteil umfasst eine Fläche von 3,7 Quadratkilometern und bildet das Zentrum der ehemals selbständigen Stadt Walsum, die heute einen Duisburger Stadtbezirk darstellt. Benachbarte Ortsteile sind Vierlinden im Norden, Wehofen im Osten, Fahrn im Süden sowie Alt-Walsum im Westen; zudem besteht im Nordosten eine Grenze zur Nachbarstadt Dinslaken. Einige Kilometer weiter westlich verläuft der Rhein. Der äußerste Süden Aldenrades wird zudem von der Kleinen Emscher durchflossen.

## Geschichte
Zum erweiterten historischen Kontext siehe auch Geschichte der Stadt Duisburg und Geschichte von Walsum.
Im Mittelalter handelte es sich bei Aldenrade um eine kleine Bauerschaft, die dem Kirchspiel Walsum angehörte. Aldenrade wurde im Jahr 890 unter dem Namen Aldenroda erstmals urkundlich erwähnt. Das Gebiet behielt seinen ländlichen Charakter, bis durch die Folgen der industriellen Revolution im späten 19. Jahrhundert eine starke Entwicklung einsetzte; besonders um 1900 kam es in diesem Zusammenhang zu einem rasanten Anwachsen der Bevölkerungszahl. Daher wurde die Gemeinde Walsum, zu der Aldenrade gehörte, 1905 zu einer eigenständigen Bürgermeisterei im Kreis Ruhrort (ab 1909 Kreis Dinslaken) erhoben. Als wesentlicher Wirtschaftszweig entwickelte sich der Bergbau, besonders durch die von 1927 bis 2008 in Alt-Walsum betriebene Zeche Walsum.
Die Entwicklungen des späten 19. und frühen 20. Jahrhunderts führten zu einer Erweiterung der lokalen Infrastruktur und waren auch dafür verantwortlich, dass in Aldenrade zwischen 1914 und 1915 mit St. Josef ein katholisches Kirchengebäude errichtet wurde. Das bereits bestehende evangelische Pendant erhielt zum 1. April 1914 aufgrund der gewachsenen Anhängerschaft den Status einer eigenen Kirchengemeinde, nachdem es zuvor der von Holten angehört hatte. Im Zweiten Weltkrieg wurden weite Teile der Bebauung zerstört, während die katholische Kirche den Krieg schwer beschadet überstand. Aufgrund dessen ist ein Großteil der heute vorhandenen Gebäude erst in der Nachkriegszeit entstanden. 1975 wurde Aldenrade mit Walsum nach Duisburg eingemeindet.

## Ortsteilbild und Infrastruktur
Aldenrade gilt als Zentrum des Stadtbezirks Walsum, weswegen es insbesondere am Kometenplatz am Rand der Friedrich-Ebert-Straße eine große Zahl verschiedener Geschäfte und Banken gibt. Überdies wird dort zwei Mal wöchentlich ein Markttag abgehalten. Im Ortsteil bestehen mehrere Schulen und Kindergärten, zudem wurden in dem sehr städtisch geprägten Gebiet eine Reihe von Grünflächen eingerichtet. Es gibt vor Ort eine Reihe von Sportvereinen, darunter mit der RESG Walsum den deutschen Rekordmeister der Sportart Rollhockey.
Durch den Stadtteil verläuft die Landesstraße 1 (Friedrich-Ebert-Straße, bis 2006 Bundesstraße 8), welche als wichtige Verkehrsachse Wesel und Dinslaken im Norden mit Hamborn und Duisburg-Zentrum im Süden verbindet. Sie wird gekreuzt von der Landesstraße 155 als Anbindung an Oberhausen-Holten im Osten und der Rheinfähre Alt-Walsum – Orsoy im Westen. 
Im Osten wird Aldenrade durch die A 59, welche als Stadtautobahn in Nord-Süd-Richtung durch Duisburg und weiter als B8 nach Düsseldorf-Golzheim führt, vom benachbarten Wehofen abgegrenzt. Über die Straßenbahnlinie 903 der Stadtbahn Duisburg, welche durch das Zentrum des Siedlungsgebietes verläuft, besteht ein schneller Nahverkehrsanschluss an den  Hauptbahnhof Duisburg, den Bahnhof Dinslaken und an die Innenstädte Duisburgs und Dinslakens mit ihren jeweiligen Haltestellen.

## Galerie

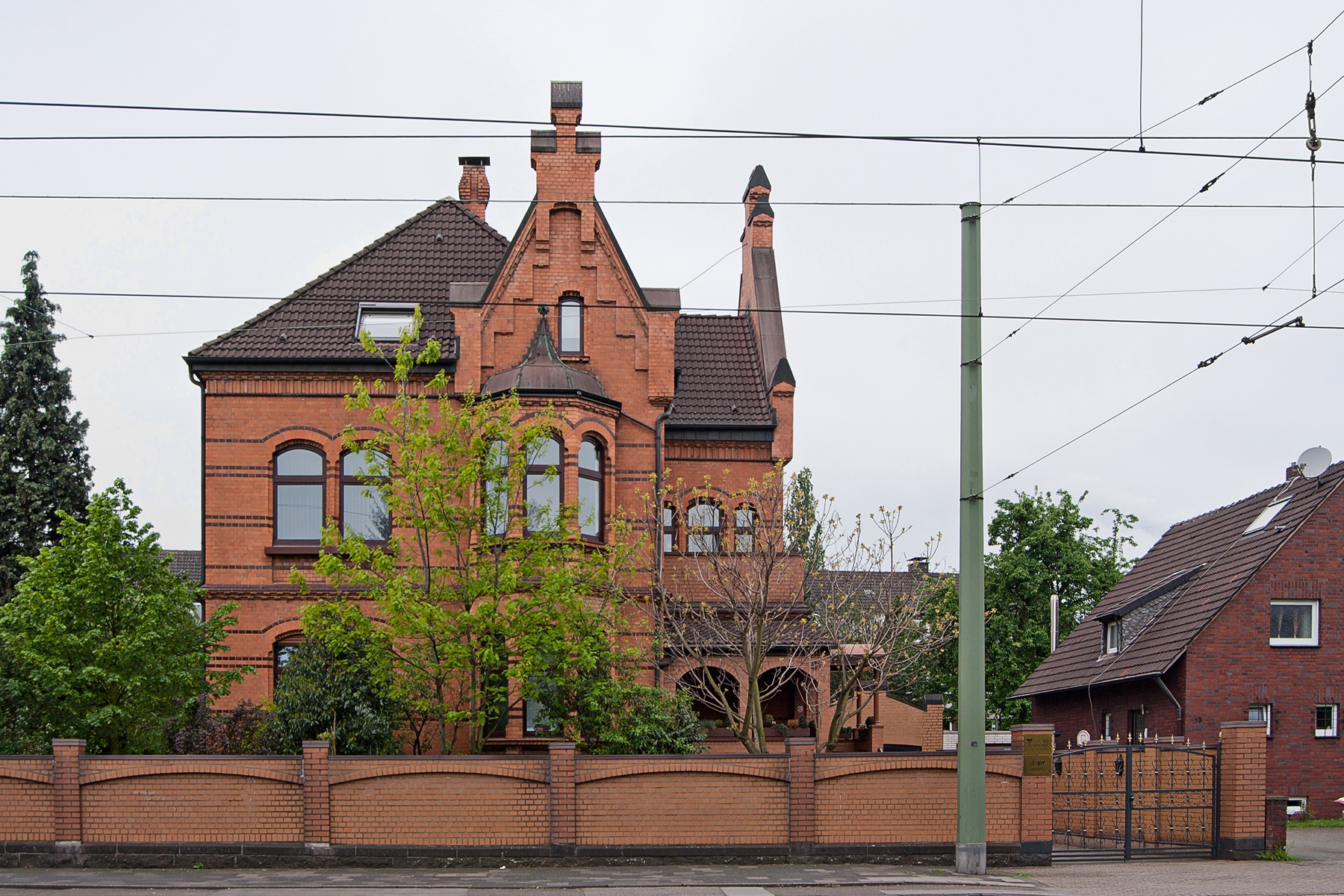
Denkmalgeschützte Villa an der Hauptstraße
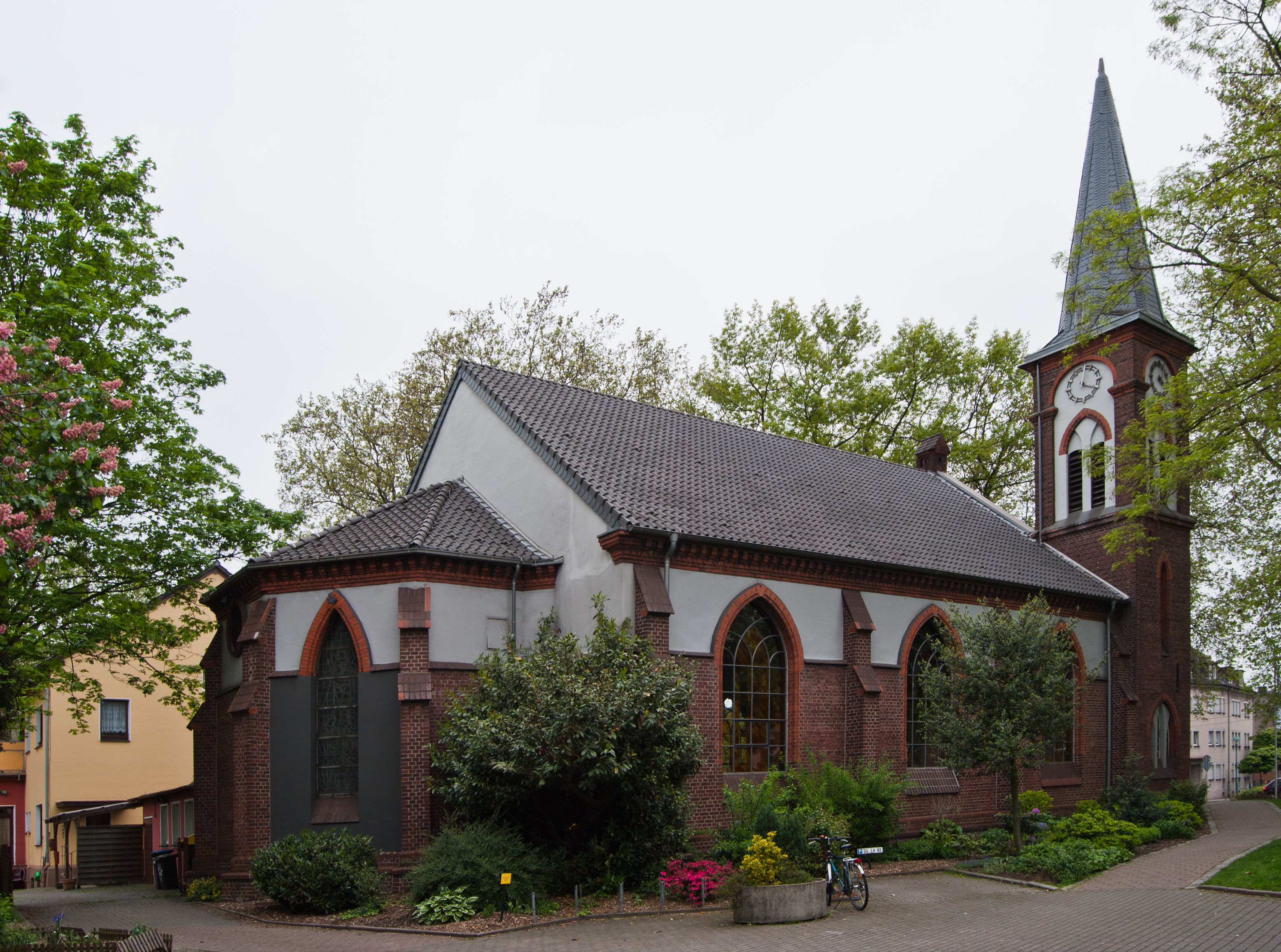
Evangelische Kirche
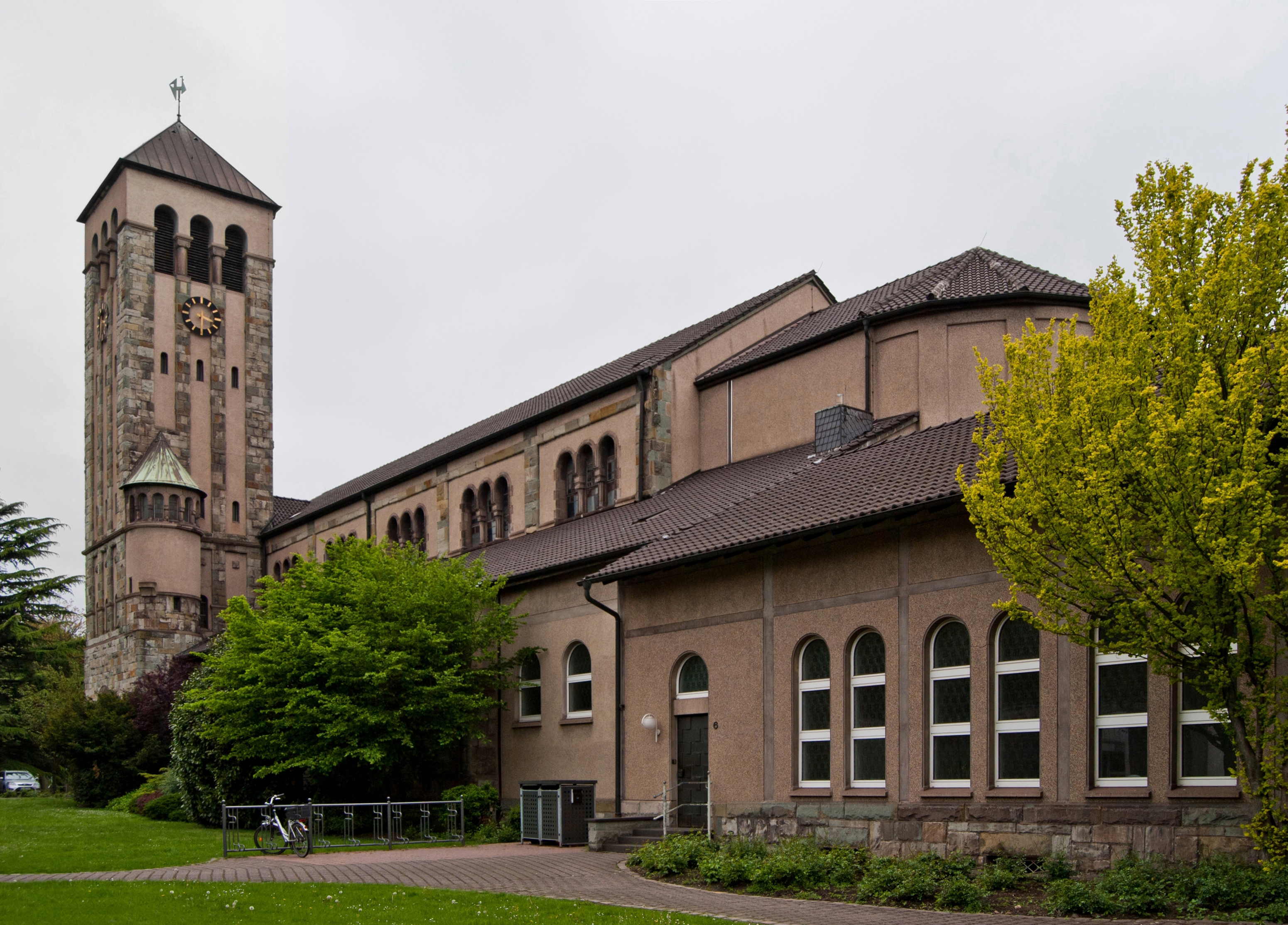
Kath. Josefskirche
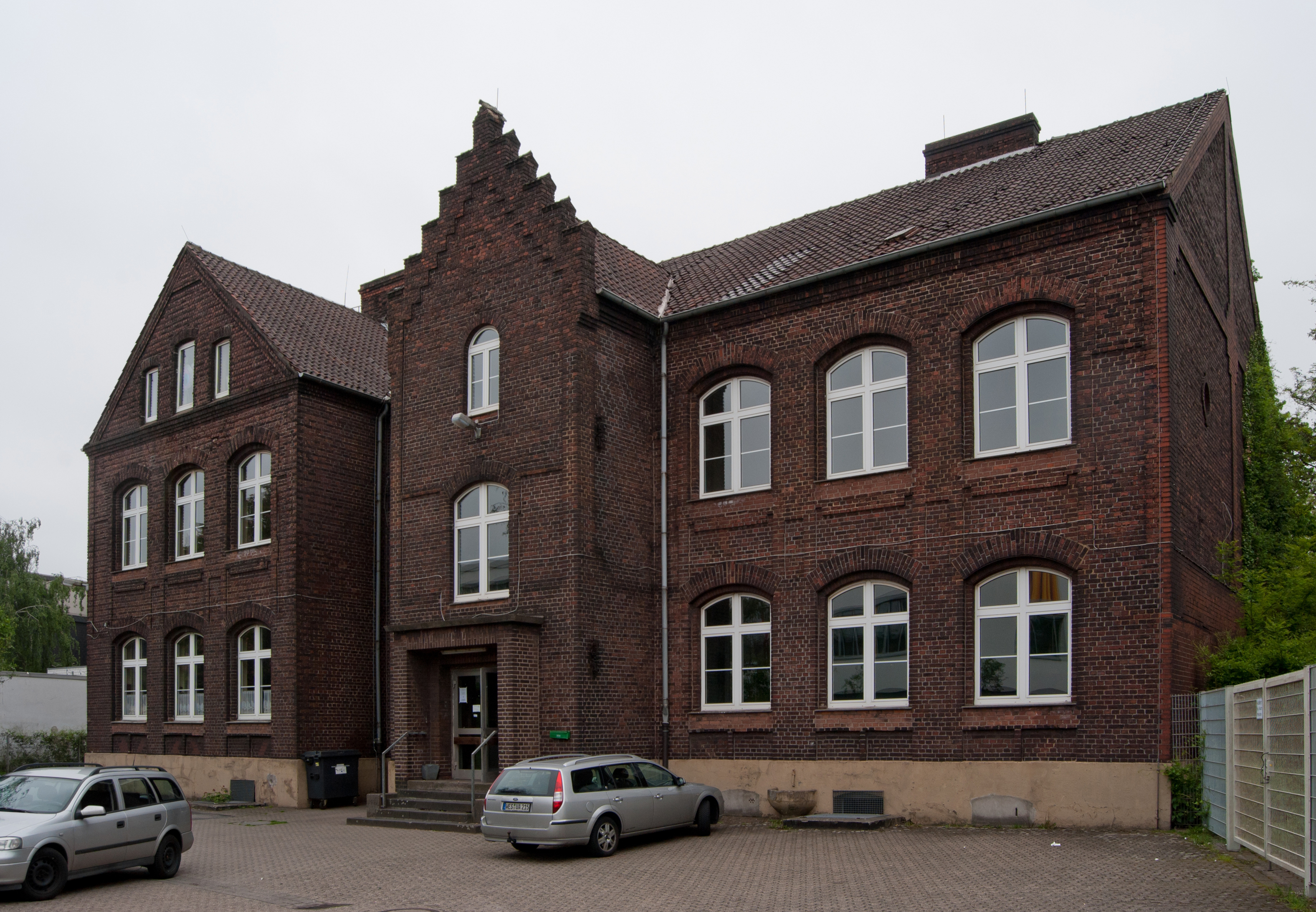
Volkshochschule in Aldenrade